# مقاطعة سسكويهانا (بنسلفانيا)
مقاطعة سسكويهانا (بالإنجليزية: Susquehanna County, Pennsylvania)‏ هي إحدى مقاطعات ولاية بنسلفانيا في الولايات المتحدة. بلغ عدد سكانها نسمة في عام 2010 حسب إحصاء مكتب تعداد الولايات المتحدة

## المستوطنات والخلافات
بدأ المستوطنين بالانتقال إلى المنطقة من فيلادلفيا (تينيسي) وكونيتيكت في منتصف ال 1700.

## جغرافيا
حسب مكتب تعداد الولايات المتحدة فأن مقاطعة سسكويهانا (بنسلفانيا) تقع على مساحة كلية ل 832 ميل مربع (2,150 كيلومتر مربع)

## أعلام
- غيلبرت كارلتون ووكر
- جيمس كامبل

## وصلات خارجية
- www.susqco.com